# مسجد منطقة ابن موسى
مسجد منطقة ابن موسى أحد مساجد مدينة الرياض عاصمة المملكة العربية السعودية .

## الموقع
يقع مسجد منطقة ابن موسى في حي السفارات شمال مدينة الرياض عاصمة المملكة العربية السعودية، يعد مسجد منطقة ابن موسى أحد مساجد الأحياء الأربعة في حي السفارات .

## البناء
تبلغ مساحة المسجد 2304 متر مربع، وتبلغ طاقته الاستيعابية ما يربو على 1400 مصلي في وقت واحد، تم افتتاح مسجد منطقة ابن موسى في الرابع والعشرين من شهر ذي القعدة عام 1406 هـ الموافق الحادي والثلاثين من شهر يونيو عام 1986، يحتوي المسجد بالإضافة لقاعة الصلاة على سكن للإمام وسكن للمؤذن، ومستودع للأثاث ومنطقة للخدمات المساندة، وأماكن للوضوء.

## الجوائز
فازت مساجد الأحياء الأربعة في حي السفارات بجائزة عبد اللطيف الفوزان لعمارة المساجد في دورتها الأولى، والتي تتكون من (مسجد منطقة ابن موسى ومسجد منطقة أبي بكر الكرخي ومسجد منطقة ابن زهر ومسجد منطقة أبي الوفاء البوزجاني)، وجرى توزيع الجوائز في 2014 الموافق 1435 هـ.